# StadtLesen

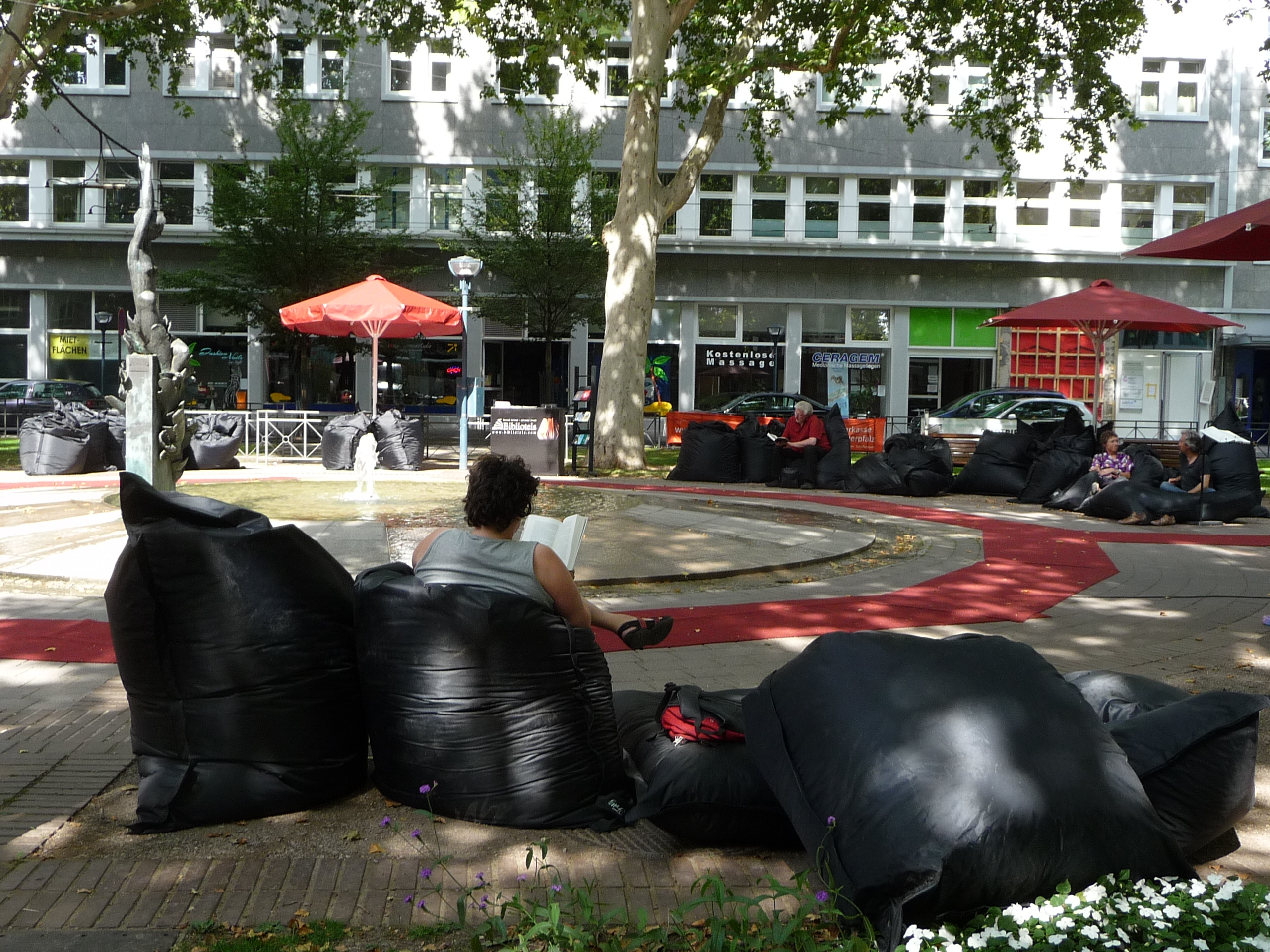
Stadlesen in Ludwigshafen (2011)

StadtLesen ist ein seit 2009 alljährlich veranstaltetes Literaturfestival in Deutschland, Italien, Österreich und der Schweiz, das sich der Leseförderung durch die Verbreitung von Lesegenuss bei freiem Eintritt verschrieben hat.

## Projekt
Auf einem Stadtplatz wird ein Lese-„Wohnzimmer“ mit Lesemöbeln und einer Sammlung von 3.000 bis 5.000 Büchern aus den unterschiedlichsten Genres aufgebaut. Daneben gibt es den sogenannten Readers Corner zum Vorlesen sowie Hängematten und Sitzsäcke zum Schmökern und Verweilen.
StadtLesen versteht sich als Kunst- und Kulturprojekt, das dem Thema Lesen eine breite Öffentlichkeit verschaffen möchte und Menschen im urbanen Raum zum Buch-Lesen verführen will. StadtLesen steht unter der Schirmherrschaft der österreichischen UNESCO-Kommission.
Jedes Jahr im Oktober nimmt StadtLesen an der Frankfurter Buchmesse teil, mit einem Stand im großen Innenhof (Agora).

## Programm
StadtLesen hat kein Programm. Das Lesewohnzimmer wird als Einladung verstanden, sich niederzulassen, ein Buch in die Hand zu nehmen und zu genießen. Eine Ausnahme gibt es, denn in vielen Städten findet ein „Bibliophiles Highlight“ statt, bei dem herausragende Autoren oder Lesetestimonials in den öffentlichen Lesegenuss einstimmen.

## Schreibpreis
2020 findet zum ersten Mal ein Schreibpreis zum Thema „Grenzen überwinden“ statt. Hierbei werden Texte aus allen StadtLesenStädten der Lesetour 2020 eingereicht, von denen die drei finalen Gewinnertexte auf der Frankfurter Buchmesse präsentiert werden.

## Autoren bei StadtLesen
2009–2019: StadtLesen – das Lesefestival unter freiem Himmel

### 2009
- Robert Menasse
- Werner Gruber
- Reinhard P. Gruber
- Jens Petersen
- Paul Grote
- Alfred Komarek
- Erich Hackl
- Valerie Springer
- Gabriel Barylli
- Dietmar Griese
- Gaby Kuhn

### 2010
- Thomas Raab
- Michael Niavarani
- Karsten Krampitz
- H. Rosendorfer und N. Gstrein
- Tanja Kinkel
- Thomas Glavinic
- Anna Mitgutsch
- Jörg Maurer
- Barbara Frischmuth

### 2011
- Bielefeld & Hartlieb (Claus-Ulrich Bielefeld und Petra Hartlieb)
- Gregor Weber
- Friedrich Ani
- Jörg Maurer
- Heinz D. Heisl
- Thomas Sautner
- Martin Walser
- Peter Wawerzinek
- Linda Stift
- Monika Helfer
- Clemens J. Setz
- Clemens Berger
- David Safier
- Stefano Benni
- Herbert Rosendorfer

### 2012
- Bill Mockridge
- Michèle Minelli
- Andreas Fröhlich
- Ulrich Ritzel
- Thomas von Steinaecker
- Petra Hammesfahr
- Peter Natter
- Joseph Zoderer
- Thomas Lang
- Julya Rabinowich
- Kurt Palm
- Christine Nöstlinger[2]
- Luis Stefan Stecher
- Enrico Brizzi[3]

### 2013
- Paul Maar
- Zsuzsa Bánk
- Thomas Raab
- Regina Bönsel
- Adam Johnson
- Rainer Rudloff
- Oliver Uschmann
- Gunter Haug
- Silvia Stolzenburg
- Oliver Bottini
- Folke Tegetthoff
- Franz Xaver Roth
- Robert Seethaler
- Eva Rossmann
- Händl Klaus
- Dirk Stermann
- Christoph W. Bauer
- Andreas Föhr
- Milena Moser

### 2014
- Daniel Holbe
- Ingrid Noll
- Monika Peetz
- Herbert Dutzler
- Manfred Stelzig
- Verena Rossbacher
- Amelie Fried
- Wladimir Kaminer
- Barbara Salesch
- Wolfgang Burger
- Hatice Akyün
- Jusuf Naoum
- Aurel Bereuter
- Franz Zeller
- Eva Rossmann
- Bernhard Aichner
- Alfred Komarek
- Ilma Rakusa
- Andreas Föhr

### 2015
- Gerhard Schöne
- Felix Leibrock
- Kirsten Boie
- Lea Singer
- Prof. Ingo Fietze
- Hera Lind
- Hanni Münzer
- Hatice Akyün
- Benno Fürmann
- Monika Peetz
- Thommie Bayer mit der Band Die Nachtigallen
- Ingrid Noll
- Gaby Hauptmann
- Monika Held
- Thomas Raab
- Lukas Wagner
- Bernhard Aichner
- Margarita Kinstner
- Gertraud Klemm
- Werner Rohner
- Tim Krohn
- Piersandro Pallavicini

### 2016
- Anna Baar
- Bettina Balàka
- Thommie Bayer mit der Band Die Nachtigallen
- Monika Bittl
- John von Düffel
- Marjana Gaponenko
- Andreas Gruber
- André Herzberg
- Piet Klocke
- Michael Landau
- Eva Rossmann
- Anna Ruhe
- Andrea Sawatzki
- Anna Stern
- Isabella Straub
- Klaus-Peter Wolf

### 2017
- B.C. Schiller
- Salim Alafenisch
- Zsuzsa Bánk
- Thommie Bayer
- Rufus Beck
- Luca D’Andrea
- Nava Ebrahimi
- Nicola Förg
- Georg Fraberger
- Nika Lubitsch
- Wladimir Kaminer
- Svealena Kutschke
- Selim Özdoğan
- Petra Piuk
- Matthias Politycki
- Bruno Preisendörfer
- Markus Ridder
- Wilfried Steiner
- Peter Spork
- Isabella Straub
- Julia Weber
- Volker Strübing
- Catherine Shepherd

### 2018
- Mirko Bonné
- Oliver Bottini
- Ellin Carsta
- Dietrich Faber
- Mareike Fallwickl
- Günther Maria Halmer
- Alexander Hartung
- Ingrid Kaltenegger
- Wladimir Kaminer
- Piet Klocke
- Maxim Leo
- Inge Löhnig
- Jörg Magenau
- Klaus Modick
- Bruno Preisendörfer
- Friederike Schmöe
- Matthias Altenburg alias Jan Seghers
- Tarek Leitner & Peter Coeln
- Ilija Trojanow
- Tanja Paar
- Julia von Lucadou
- Frank Vorpahl
- Daniel Wisser

### 2019
- Bernhard Aichner
- Salim Alafenisch
- Margot S. Baumann
- Renan Demirkan
- Hendrik Falkenberg
- Emily Ferguson
- Brigitte Glaser
- Frank Goldhammer
- Bodo Hell
- Lisa Hörtnagl
- Vea Kaiser
- Friedrich Kalpenstein
- Doris Knecht
- Hilmar Klute
- Paul Maar mit seinem „Schiefe-Märchen-Trio“
- Jana Revedin
- Claudia Rossbacher
- Verena Roßbacher
- Ute Schelhorn
- Friederike Schmöe
- Peter Stamm
- Katharina Thalbach
- Dirk Trost
- Elena Uhlig
- Jennifer Wind